# Sabarimala
Sabarimala är ett berg i Indien.   Det ligger i distriktet Pattanamtitta och delstaten Kerala, i den södra delen av landet, 2 100 km söder om huvudstaden New Delhi. Toppen på Sabarimala är 558 meter över havet, eller 105 meter över den omgivande terrängen. Bredden vid basen är 1,7 km.
Terrängen runt Sabarimala är huvudsakligen kuperad, men norrut är den bergig. Runt Sabarimala är det ganska tätbefolkat, med 179 invånare per kvadratkilometer. I omgivningarna runt Sabarimala växer i huvudsak städsegrön lövskog.